# کنده، ادلب
کنده (به عربی: الکندة) یک روستا در سوریه است که در ناحیه بداما واقع شده‌است. کنده ۱٬۳۳۸ نفر جمعیت دارد.